# Wolf-Heinrich von Helldorf
Wolf-Heinrich Julius Otto Bernhard Fritz Hermann Ferdinand Graf von Helldorff (Merseburg, 14 ottobre 1896 – Berlino, 15 agosto 1944) è stato un generale e poliziotto tedesco: presidente della polizia di Berlino, che garantì la collaborazione delle forze dell'ordine della capitale durante l'attentato a Hitler del 20 luglio 1944 (Operazione Valchiria).

## Biografia
Helldorf, figlio di un proprietario terriero, nacque a Merseburg. Partecipò alla prima guerra mondiale come tenente dal 1915, e dal 1918 è stato membro dell'assemblea dello stato prussiano.

## Capo della polizia di Berlino
Già nel 1931 aveva aderito alla Sturmabteilungen, diventando un leader di questo gruppo paramilitare, per diventare poi uno dei più importanti membri delle Schutzstaffel di Berlino. La portata del suo lavoro venne ampliata nel 1933, quando gli fu anche attribuita la conduzione delle SS di Berlino-Brandeburg. Nello stesso anno venne eletto nel Reichstag. Nel marzo del 1933 venne nominato presidente di polizia di Potsdam e dal luglio del 1935 assunse la stessa funzione a Berlino, carica che ricoprì per l'ultimo decennio della sua vita.
Helldorf era solito arrestare i ricchi ebrei, sequestrando i loro passaporti ed estorcendo loro delle tangenti per ottenere la loro liberazione e uscire dalla Germania. Come capo della polizia di Berlino, Helldorf giocò un ruolo strumentale nelle angherie e nel saccheggio della popolazione ebraica di Berlino nella prima metà degli anni trenta. Helldorf fu il cervello organizzativo degli incendi e dei saccheggi delle sinagoghe di Berlino e delle imprese ebraiche nella Notte dei cristalli del novembre 1938. Secondo il parere del diplomatico e scrittore  Hans-Otto Meissner invece, Helldorff avrebbe protetto in vario modo diversi ebrei e di alcuni avrebbe anche favorito l'emigrazione (forse dietro pagamento di somme di denaro).

### Attentato del 20 luglio
Dal 1938 Helldorf cominciò ad essere in contatto con l'opposizione militare a Hitler, poiché era contrario allo scoppio di un'eventuale guerra. Il 20 luglio 1944 era in comunicazione con i cospiratori. Considerato il suo posto al comando della sua polizia berlinese, inizialmente non interferì con il golpe militare di Stauffenberg e gli altri, per poi successivamente aiutare il nuovo governo.
Il fatto che Helldorf si schierò con il movimento anti-hitleriano lo fece considerare un combattente della resistenza tedesca contro il regime nazista. Per il tentato golpe di Stato, venne condannato da Roland Freisler presso il Volksgerichtshof e ucciso nella prigione di Plötzensee.